# Ardisia dasyrhizomatica
Ardisia dasyrhizomatica là một loài thực vật có hoa trong họ Anh thảo. Loài này được C.Y.Wu & C.Chen mô tả khoa học đầu tiên năm 1977.